# 瓦尔加 (市镇)
瓦尔加是爱沙尼亚瓦尔加县的一个乡村型市镇。行政中心为瓦爾加。市镇面积为750平方公里，2021年时人口数量为15,436人。

## 行政管理
2017年爱沙尼亚行政改革后，原瓦爾加市、卡魯拉市镇、塔海瓦市镇、特利斯泰市镇及厄魯市镇合并成新的瓦尔加市镇。
新的瓦尔加市镇包括非独立市瓦尔加、3个小镇和52个村庄。